# Zołotariowka (rejon biełowski)
Zołotariowka (ros. Золотарёвка) – wieś (ros. деревня, trb. dieriewnia) w zachodniej Rosji, w sielsowiecie ilkowskim rejonu biełowskiego w obwodzie kurskim.

## Geografia
Miejscowość położona jest w pobliżu rzeki Ilok, 2,5 km od centrum administracyjnego sielsowietu ilkowskiego Ilok, 12,5 km od centrum administracyjnego rejonu Biełaja, 95 km od Kurska.
W granicach miejscowości znajduje się 51 posesji.

## Demografia
W 2010 r. miejscowość zamieszkiwało 99 osób.